# Stea Q
O stea Q, cunoscută și ca gaură gri, este un tip ipotetic de stea compactă, grea și neutronică a cărei materie se află într-o stare exotică. Termenul nu se referă la același lucru ca și steaua quark, litera Q nereprezentând inițiala pentru quark. O stea Q poate fi confundată cu o gaură neagră stelară. Un astfel de exemplu este obiectul V404 Cyg.